# Pseudohynobius
Pseudohynobius es un género de anfibios caudados de la familia Hynobiidae. Son endémicas de China.

## Especies
Según ASW:
- Pseudohynobius flavomaculatus (Hu & Fei, 1978)
- Pseudohynobius guizhouensis Li, Tian & Gu, 2010
- Pseudohynobius jinfo Wei, Xiong & Zeng, 2009
- Pseudohynobius kuankuoshuiensis Xu & Zeng, 2007
- Pseudohynobius puxiongensis (Fei & Ye, 2000)
- Pseudohynobius shuichengensis Tian, Li & Gu, 1998